# Armed and Dangerous (песня)
«Armed and Dangerous» (с англ. — «Вооружён и опасен») — песня американского рэпера Juice WRLD, выпущенная в качестве сингла 9 ноября 2018 года. Клип на песню был выпущен в октябре. В песне Juice WRLD рассказывает о своей популярности и успехе.

## Музыкальное видео
Видео, режиссёром которого является Коул Беннетт, состоит в основном из клипов концертных выступлений и подготовки к концерту.

## Композиция
| №  | Название              | Длительность |
| -- | --------------------- | ------------ |
| 1. | «Armed and Dangerous» | 2:49         |

## Чарты
| Чарт (2018)                           | Высшая позиция |
| ------------------------------------- | -------------- |
| Канада (Canadian Hot 100)             | 1              |
| Ирландия (IRMA)                       | 68             |
| Новая Зеландия (RMNZ)                 | 1              |
| Швеция (Sverigetopplistan)            | 61             |
| Великобритания (OCC UK Singles)       | 80             |
| США Billboard Hot 100                 | 44             |
| США Hot R&B/Hip-Hop Songs (Billboard) | 19             |

| Чарт (2019)                           | Позиция |
| ------------------------------------- | ------- |
| США Hot R&B/Hip-Hop Songs (Billboard) | 54      |

## Сертификации
| Регион | Сертификация | Продажи   |
| --- | ------------ | --------- |
| Австралия (ARIA) | Золотой      | 35 000    |
| Канада (Music Canada) | Платиновый   | 80 000    |
| США (RIAA) | Платиновый   | 1 000 000 |
| ^ Данные о тиражах приведены только на основе сертификации. · Данные о продажах + прослушиваниях приведены только на основе сертификации. |              |           |

## История релиза
| Регион | Дата          | Формат            | Лейбл              | Прим. |
| ------ | ------------- | ----------------- | ------------------ | ----- |
| Мир    | 9 ноября 2018 | Цифровая загрузка | Grade A Interscope | [ 1 ] |